# Ростоки (Тернопольская область)
Ростоки (укр. Розтоки) — село в Лопушненской сельской общине Кременецкого района Тернопольской области Украины.
Код КОАТУУ — 6123486501. Население по переписи 2001 года составляло 1139 человек. В селе насчитывается 271 домохозяйство в которых по состоянию на 01.01.2025 года зарегистрирован 871 житель.

## Географическое положение
Село Ростоки находится в 2-х км от правого берега реки Иква,
на расстоянии в 1,5 км от села Лопушное.

## История
- 1545 год — дата основания.

## Объекты социальной сферы
- Школа I—II ст.
- Детский сад.
- Дом культуры.
- Фельдшерско-акушерский пункт.

## Достопримечательности
- Братская могила советских воинов.